# 355-я стрелковая дивизия (1-го формирования)
355-я стрелковая дивизия (1-го формирования) — войсковое соединение Вооружённых Сил СССР в Великой Отечественной войне. Период боевых действий: с 22 июня 1941 года по 27 июля 1942  .

## История формирования
Сформирована в Кирове осенью 1941 года. Рядовой и сержантский состав полностью состоял из уроженцев Кировской области.442 отдельный саперный батальон был сформирован из уроженцев Башкирской АССР.
14 января 1942 года комбриг Рыжков был назначен командиром 355-й стрелковой дивизии. 19 июля 1942 года попал в немецкий плен. Его дивизия, участвовавшая в боях на территории Калининской области, из-за больших потерь была расформирована. Захваченный в плен Рыжков был признан в СССР пропавшим без вести и исключён из списков вооружённых сил приказом Главного управления кадров Народного Комиссариата Обороны СССР от 21 апреля 1944 года.

## Боевой и численный состав на момент формирования
- 1182-й стрелковый полк — командир полка
- 1184-й стрелковый полк — командир полка
- 1186-й стрелковый полк —
- 922-й артиллерийский полк
- 445-й миномётный дивизион
- 218-й отдельный истребительно-противотанковый дивизион
- 257-й зенитно-артиллерийский отдельный дивизион
- 424-я отдельная мотострелковая рота
- 442-й сапёрный батальон
- 810-й отдельный батальон связи
- 444-й медико-санитарный батальон
- 437-я отдельная рота химической защиты
- 474-я автотранспортная рота
- 213-я полевая хлебопекарня
- 782-й дивизионный ветеринарный лазарет
- 1433-я полевая почтовая станция

## Командный состав

### Командир дивизии
- полковник Ходунович Андрей Егорович, 01.10.1941 — 13.01.1942[6]
- комбриг Рыжков Афанасий Николаевич, 14.01.1942 — 21.07.1942[6]

## Хронология
Основные силы 39-й армии сосредоточились в районе Торжка к 25 декабря 1941 года. К этому времени, совершив длительный и трудный марш, прибыла сюда и 355-я дивизия. В этот же день её полки, получив оружие, вышли на передний край обороны. С рассветом 26 декабря, взаимодействуя с другими частями армии, дивизия приняла свой первый бой у деревни Рябиниха Торжокского района. Эта деревня в течение трёх месяцев укреплялась немцами, было построено до 40 ДЗОТов и 30 блиндажей. Прорыв этого укреплённого района представлял исключительную важность. Участник этих событий А.Глушков вспоминал: «Немец в Рябинихе укрепился сильно. Наступление наше в первый день потерпело неудачу... Почему? Наша артиллерия отстала, и решили брать деревню так, на «ура», – начальники, видимо, были решительные. А немец тоже не дурак – допустил нас до сотни метров и ударил из пулемётов и миномётов – тут все мы и полегли. Пока лежишь – ничего, стоит пошевелиться – начинают по тебе стрелять. Одеты мы были плохо, многие обморозились. Обмороженных вытаскивали в потемках. Винтовки наши не стреляли – они были новенькие, густо смазаны – замерзли. Этот урок, дорогой ценой оплаченный, даром не прошёл. Мы поняли, что значит на рожон лезть. К исходу второго дня уже при поддержке артиллерии мы все-таки подобрались к деревне Рябиниха. Но на высоте Малиновской, в соснячке, укрывался немецкий дзот, преградивший путь пулемётным огнём. Тогда великий подвиг совершил боец Яков Николаевич Падерин. Он подполз к ДЗОТу, закидал его гранатами и закрыл своим телом амбразуру. Фашисты были выбиты из Рябинихи»

### Боевые эпизоды

#### Северо-западнее Москвы
Задача 361-й дивизии заключалась в том, чтобы прорвать оборону противника на участке исключительно Еруново, Копыряне и, наступая в направлении деревень Глазуны и Холмец, к исходу дня овладеть районом Дворцы. Справа наступала 355-я дивизия в общем направлении на Степино, слева — 373-я дивизия — в направлении Негодяика, Анцинориха.

### Положение сторон в конце 1941 — начале 1942
С утра 28 декабря 1941 года части 361-й стрелковой дивизии возобновили наступление. Противник остатками 312-го пехотного полка, а также выдвинутыми в полосу дивизии подразделениями 62-го моторизованного полка и батальоном белофиннов оказывал упорное сопротивление, стремясь задержать продвижение частей дивизии.
1200-й полк 361-й стрелковой дивизии, сбив противостоящие подразделения белофиннов, продвигался на юг и к утру 29 декабря 1941 года подошёл к опорному пункту Храпыня, где был остановлен организованным огнём подошедших подразделений 214-го полка 206-й пехотной дивизии. В это время на северо-западную окраину Храпыня вышли подразделения левофлангового полка 355-й дивизии. Во взаимодействии с соседом ударом во фланг и тыл полк разгромил противника в опорном пункте Храпыня, а затем и в Грешнево.

## Герои Советского Союза
- Падерин Яков Николаевич, красноармеец, стрелок 1186-го стрелкового полка.

## Люди связанные с дивизией
- Полозов, Анатолий Ефимович,  с декабря 1941 года  по февраль 1942 года  служил начальником штаба артиллерии дивизии.   Впоследствии советский военачальник, полковник.